# Anna Trebunskaya
Anna Olegovna Trebunskaya (en ruso: Анна Требунская; Cheliábinsk, 28 de diciembre de 1980) es una bailarina de salón y coreógrafa rusa-estadounidense, más conocida por su participación en la versión estadounidense de Dancing with the Stars de ABC.

## Primeros años
Anna Trebunskaya nació el 28 de diciembre de 1980 en Cheliábinsk, Rusia. Sus padres, Oleg Trebunski e Irina Trebunskaya, poseían un estudio de danza y fueron bailarines de salón profesionales. Habiendo comenzado a bailar a la edad de seis años, su hija entró y ganó su primera competición cuando tenía siete años. Se mudó a Estados Unidos con sus padres cuando tenía 17 años.
Trebunskaya reside Los Ángeles, California y baila en el estilo latino internacional. Ella y su madre poseen un estudio de baile en Hermosa Beach, California.

## Carrera

### Carrera temprana
En 2007, Trebunskaya y su pareja de baile Pavlo Barsuk ocuparon el sexto puesto en la final del International Latin en el America's Ballroom Challenge. Durante los siguientes años, continuó atrayendo la atención de la comunidad de bailes de salón a través de una serie de éxitos similares.

### Dancing with the Stars
Trebunskaya formó parte del elenco de Dancing with the Stars como bailarina profesional desde la temporada 2 en 2006, siendo emparejada con el exjugador de la NFL Jerry Rice; ellos lograron llegar a la final y quedaron en el segundo puesto, detrás del cantante Drew Lachey y su pareja de baile Cheryl Burke.
Luego de dos temporadas ausente, Trebunskaya regresó al programa para la temporada 5 en 2007, donde fue emparejada con el modelo Albert Reed, siendo la segunda pareja eliminada de la temporada y quedando en el decimoprimer puesto. En 2008, para la temporada 6 fue emparejada con el actor Steve Guttenberg, siendo la tercera pareja eliminada y terminando en el décimo puesto.
Después de estar ausente por otras dos temporadas, ella regresó al programa para la temporada 9 en 2009, siendo emparejada con el luchador de la UFC Chuck Liddell, siendo la sexta pareja eliminada y terminando en el undécimo puesto. En 2010, para la temporada 10 tuvo como pareja al patinador olímpico Evan Lysacek, con quien logró llegar a la final ubicándose en el segundo puesto, detrás de los ganadores Nicole Scherzinger y Derek Hough. Luego tuvo como pareja al mariscal de campo de la NFL Kurt Warner para la temporada 11; ellos fueron eliminados en la octava semana y quedaron en el quinto puesto.
En 2011, para la temporada 12 fue emparejada con el exboxeador profesional Sugar Ray Leonard, quedando en el noveno puesto luego de ser eliminados en la cuarta semana. En la temporada 13 tuvo como pareja al diseñador de modas y presentador Carson Kressley, siendo la quinta pareja eliminada y terminando en el octavo puesto.
En 2012, para la temporada 14 ella fue emparejada con el actor y cantante Jack Wagner, siendo la segunda pareja eliminada de la competencia y terminando en el undécimo puesto. Para la temporada 15, una edición All-stars, ella tuvo como pareja al cantante y ganador de la segunda temporada, Drew Lachey; ellos fueron eliminados en una doble eliminación y quedaron en el undécimo puesto.
El 2 de septiembre de 2015, Trebunskaya fue anunciada como una de las profesionales que regresarían para la temporada 21, luego de estar ausente por cinco temporadas. Fue emparejada con el actor Gary Busey, con quien fue eliminada en la cuarta semana de competencia ubicándose en el décimo puesto. Esta fue la última temporada de Trebunskaya en el programa.

#### Rendimiento
| Temporada | Pareja            | Puesto | Promedio |
| --------- | ----------------- | ------ | -------- |
| 2         | Jerry Rice        | 2.º    | 23.09    |
| 5         | Albert Reed       | 11.º   | 21.00    |
| 6         | Steve Guttenberg  | 10.º   | 18.33    |
| 9         | Chuck Liddell     | 11.º   | 17.25    |
| 10        | Evan Lysacek      | 2.º    | 26.29    |
| 11        | Kurt Warner       | 5.º    | 21.64    |
| 12        | Sugar Ray Leonard | 9.º    | 18.75    |
| 13        | Carson Kressley   | 8.º    | 19.40    |
| 14        | Jack Wagner       | 11.º   | 22.67    |
| 15        | Drew Lachey       | 11.º   | 22.67    |
| 21        | Gary Busey        | 10.º   | 16.40    |

- Temporada 2 con Jerry Rice

| Semana        | Baile / Canción                              | Puntajes de los jueces | Puntajes de los jueces | Puntajes de los jueces | Resultado      |
| Semana        | Baile / Canción                              | C. I.                  | L. G.                  | B. T.                  | Resultado      |
| ------------- | -------------------------------------------- | ---------------------- | ---------------------- | ---------------------- | -------------- |
| 1             | Chachachá / «I Like It»                      | 7                      | 7                      | 7                      | Salvados       |
| 2             | Quickstep / «If My Friends Could See Me Now» | 7                      | 8                      | 8                      | Salvados       |
| 3             | Jive / «Do You Love Me»                      | 7                      | 6                      | 6                      | Salvados       |
| 4             | Foxtrot / «Why Don't You Do Right»           | 8                      | 8                      | 8                      | Salvados       |
| 5             | Samba / «For Once in My Life»                | 7                      | 8                      | 8                      | Salvados       |
| 5             | Grupo de Salsa / «Rhythm Is Gonna Get You»   | Sin puntos extras      | Sin puntos extras      | Sin puntos extras      | Salvados       |
| 6             | Pasodoble / «España cañí»                    | 8                      | 7                      | 8                      | Salvados       |
| 6             | Grupo de Vals vienés / «Fallin'»             | Sin puntos extras      | Sin puntos extras      | Sin puntos extras      | Salvados       |
| 7 (Semifinal) | Tango / «One Way or Another»                 | 7                      | 7                      | 6                      | Salvados       |
| 7 (Semifinal) | Rumba / «Un-Break My Heart»                  | 7                      | 7                      | 7                      | Salvados       |
| 8 (Final)     | Foxtrot / «Why Don't You Do Right»           | 9                      | 9                      | 8                      | Segundo puesto |
| 8 (Final)     | Freestyle / «Celebration»                    | 9                      | 9                      | 9                      | Segundo puesto |
| 8 (Final)     | Chachachá / «Think»                          | 9                      | 9                      | 9                      | Segundo puesto |

- Temporada 5 con Albert Reed

| Semana | Baile / Canción                          | Puntajes de los jueces | Puntajes de los jueces | Puntajes de los jueces | Resultado  |
| Semana | Baile / Canción                          | C. I.                  | L. G.                  | B. T.                  | Resultado  |
| ------ | ---------------------------------------- | ---------------------- | ---------------------- | ---------------------- | ---------- |
| 1      | Chachachá / «A Little Less Conversation» | 7                      | 7                      | 7                      | Salvados   |
| 2      | Quickstep / «99 Red Balloons»            | 7                      | 7                      | 7                      | Eliminados |

- Temporada 6 con Steve Guttenberg

| Semana | Baile / Canción               | Puntajes de los jueces | Puntajes de los jueces | Puntajes de los jueces | Resultado       |
| Semana | Baile / Canción               | C. I.                  | L. G.                  | B. T.                  | Resultado       |
| ------ | ----------------------------- | ---------------------- | ---------------------- | ---------------------- | --------------- |
| 1      | Foxtrot / «(Up A) Lazy River» | 6                      | 6                      | 6                      | Sin eliminación |
| 2      | Mambo / «I Got a Girl»        | 6                      | 5                      | 5                      | Salvados        |
| 3      | Tango / «Jalousie»            | 7                      | 7                      | 7                      | Eliminados      |

- Temporada 9 con Chuck Liddell

| Semana                                                               | Baile / Canción                   | Puntajes de los jueces | Puntajes de los jueces | Puntajes de los jueces | Resultado  |
| Semana                                                               | Baile / Canción                   | C. I.                  | L. G.                  | B. T.                  | Resultado  |
| -------------------------------------------------------------------- | --------------------------------- | ---------------------- | ---------------------- | ---------------------- | ---------- |
| 1                                                                    | Foxtrot / «That's Life»           | 6                      | 5                      | 5                      | Salvados   |
| 1                                                                    | Relevo de Salsa / «Get Busy»      | 6 puntos extras        | 6 puntos extras        | 6 puntos extras        | Salvados   |
| 2                                                                    | Tango / «Seven Nation Army»       | 6                      | 71                     | 6                      | Salvados   |
| 3                                                                    | Samba / «Mas Que Nada»            | 6                      | 5                      | 6                      | Salvados   |
| 4                                                                    | Two-step / «Boot Scootin' Boogie» | 6                      | 5                      | 6                      | Eliminados |
| 1Puntaje dado por el juez invitado Baz Luhrmann en lugar de Goodman. |                                   |                        |                        |                        |            |

- Temporada 10 con Evan Lysacek

| Semana                                                                                      | Baile / Canción                            | Puntajes de los jueces | Puntajes de los jueces | Puntajes de los jueces | Resultado       |
| Semana                                                                                      | Baile / Canción                            | C. I.                  | L. G.                  | B. T.                  | Resultado       |
| ------------------------------------------------------------------------------------------- | ------------------------------------------ | ---------------------- | ---------------------- | ---------------------- | --------------- |
| 1                                                                                           | Vals vienés / «I'll Be»                    | 8                      | 7                      | 8                      | Sin eliminación |
| 2                                                                                           | Jive / «The Best Damn Thing»               | 8                      | 8                      | 8                      | Salvados        |
| 3                                                                                           | Quickstep / «Hot Honey Rag»                | 9                      | 8                      | 9                      | Salvados        |
| 41                                                                                          | Tango / «Wait a Minute»                    | 9/9                    | 8/8                    | 9/9                    | Salvados        |
| 5                                                                                           | Rumba / «I Don't Want to Miss a Thing»     | 9                      | 9                      | 9                      | Salvados        |
| 6                                                                                           | Samba / «Hey Mama»                         | 7                      | 7                      | 7                      | Salvados        |
| 6                                                                                           | Grupo de Swing / «In the Mood»             | 6 puntos extras        | 6 puntos extras        | 6 puntos extras        | Salvados        |
| 7                                                                                           | Tango argentino / «Bust Your Windows»      | 10                     | 10                     | 10                     | Salvados        |
| 7                                                                                           | Chachachá en equipo / «Holiday»            | 8                      | 8                      | 8                      | Salvados        |
| 8                                                                                           | Vals / «Open Arms»                         | 9                      | 9                      | 9                      | Salvados        |
| 8                                                                                           | Chachachá / «Bulletproof»                  | 9                      | 8                      | 9                      | Salvados        |
| 9 (Semifinal)                                                                               | Foxtrot / «I've Got the World on a String» | 10                     | 9                      | 10                     | Salvados        |
| 9 (Semifinal)                                                                               | Pasodoble / «Bring Me to Life»             | 10                     | 10                     | 10                     | Salvados        |
| 10 (Final)                                                                                  | Vals vienés / «Piano Man»                  | 10                     | 9                      | 9                      | Salvados        |
| 10 (Final)                                                                                  | Freestyle / «Footloose»                    | 8                      | 8                      | 8                      | Salvados        |
| 10 (Final)                                                                                  | Tango argentino / «Bust Your Windows»      | 28 puntos extras       | 28 puntos extras       | 28 puntos extras       | Salvados        |
| 10 (Final)                                                                                  | Quickstep / «I Want You to Want Me»        | 10                     | 9                      | 9                      | Segundo puesto  |
| 1Esta semana se recibió dos puntajes, uno por la ejecución técnica y otro por el desempeño. |                                            |                        |                        |                        |                 |

- Temporada 11 con Kurt Warner

| Semana | Baile / Canción                        | Puntajes de los jueces | Puntajes de los jueces | Puntajes de los jueces | Resultado  |
| Semana | Baile / Canción                        | C. I.                  | L. G.                  | B. T.                  | Resultado  |
| --- | -------------------------------------- | ---------------------- | ---------------------- | ---------------------- | ---------- |
| 1 | Vals vienés / «This Ain't a Love Song» | 7                      | 5                      | 7                      | Salvados   |
| 2 | Jive / «Danger Zone»                   | 7                      | 7                      | 7                      | Salvados   |
| 3 | Foxtrot / «Bad Day»                    | 8                      | 8                      | 7                      | Salvados   |
| 41 | Rumba / «Drops of Jupiter (Tell Me)»   | 5/7                    | 5/6                    | 5/6                    | Salvados   |
| 5 | Quickstep / «Bewitched Theme»          | 8                      | 8                      | 8                      | Salvados   |
| 6 | Pasodoble / «The Final Countdown»      | 6                      | 6                      | 6                      | Salvados   |
| 6 | Maratón de Rock and roll / «La Grange» | 4 puntos extras        | 4 puntos extras        | 4 puntos extras        | Salvados   |
| 7 | Chachachá en equipo / «Bust A Move»    | 9                      | 9                      | 9                      | Salvados   |
| 7 | Tango / «Simply Irresistible»          | 102/8                  | 8                      | 8                      | Salvados   |
| 8 | Vals / «Take It to the Limit»          | 8                      | 8                      | 8                      | Eliminados |
| 8 | Chachachá / «Hella Good»               | 8                      | 8                      | 8                      | Eliminados |
| 1Esta semana se recibió dos puntajes, uno por la ejecución técnica y otro por el desempeño. 2Puntaje dado por el juez invitado Emmitt Smith. |                                        |                        |                        |                        |            |

- Temporada 12 con Sugar Ray Leonard

| Semana | Baile / Canción                      | Puntajes de los jueces | Puntajes de los jueces | Puntajes de los jueces | Resultado        |
| Semana | Baile / Canción                      | C. I.                  | L. G.                  | B. T.                  | Resultado        |
| ------ | ------------------------------------ | ---------------------- | ---------------------- | ---------------------- | ---------------- |
| 1      | Foxtrot / «The Power of Love»        | 6                      | 5                      | 6                      | Sin eliminación  |
| 2      | Jive / «Sweet Soul Music»            | 6                      | 5                      | 6                      | Últimos salvados |
| 3      | Pasodoble / «My Prerogative»         | 7                      | 6                      | 7                      | Salvados         |
| 4      | Vals vienés / «Waltz of the Flowers» | 7                      | 7                      | 7                      | Eliminados       |

- Temporada 13 con Carson Kressley

| Semana | Baile / Canción                         | Puntajes de los jueces | Puntajes de los jueces | Puntajes de los jueces | Resultado  |
| Semana | Baile / Canción                         | C. I.                  | L. G.                  | B. T.                  | Resultado  |
| ------ | --------------------------------------- | ---------------------- | ---------------------- | ---------------------- | ---------- |
| 1      | Chachachá / «Moves Like Jagger»         | 6                      | 5                      | 6                      | Salvados   |
| 2      | Quickstep / «Walkin' Back to Happiness» | 6                      | 6                      | 6                      | Salvados   |
| 3      | Tango / «It's My Life»                  | 8                      | 7                      | 8                      | Salvados   |
| 4      | Vals vienés / «The Black Pearl»         | 7                      | 6                      | 7                      | Salvados   |
| 5      | Jive / «Wake Me Up Before You Go Go»    | 6                      | 6                      | 7                      | Eliminados |

- Temporada 14 con Jack Wagner

| Semana | Baile / Canción                 | Puntajes de los jueces | Puntajes de los jueces | Puntajes de los jueces | Resultado       |
| Semana | Baile / Canción                 | C. I.                  | L. G.                  | B. T.                  | Resultado       |
| ------ | ------------------------------- | ---------------------- | ---------------------- | ---------------------- | --------------- |
| 1      | Foxtrot / «Sugar Town»          | 8                      | 7                      | 8                      | Sin eliminación |
| 2      | Jive / «Gimme Some Lovin»       | 7                      | 7                      | 7                      | Salvados        |
| 3      | Samba / «Lighting Up the Night» | 8                      | 8                      | 8                      | Eliminados      |

- Temporada 15 con Drew Lachey

| Semana | Baile / Canción             | Puntajes de los jueces | Puntajes de los jueces | Puntajes de los jueces | Resultado   |
| Semana | Baile / Canción             | C. I.                  | L. G.                  | B. T.                  | Resultado   |
| ------ | --------------------------- | ---------------------- | ---------------------- | ---------------------- | ----------- |
| 1      | Foxtrot / «Love Song»       | 7.0                    | 7.0                    | 7.5                    | Dos últimos |
| 2      | Jive / «Dance, Dance»       | 7.5                    | 7.5                    | 7.5                    | Salvados    |
| 3      | Chachachá / «Crazy in Love» | 8.0                    | 8.0                    | 8.0                    | Eliminados  |

- Temporada 21 con Gary Busey

| Semana                                              | Baile / Canción                     | Puntajes de los jueces | Puntajes de los jueces | Puntajes de los jueces | Resultado        |
| Semana                                              | Baile / Canción                     | C. I.                  | J. H.                  | B. T.                  | Resultado        |
| --------------------------------------------------- | ----------------------------------- | ---------------------- | ---------------------- | ---------------------- | ---------------- |
| 1                                                   | Chachachá / «Dancing in the Street» | 5                      | 5                      | 5                      | Sin eliminación  |
| 2                                                   | Foxtrot / «Wouldn't It Be Nice»     | 6                      | 6                      | 6                      | Últimos salvados |
| 2                                                   | Pasodoble / «1812 Overture»         | 5                      | 5                      | 5                      | Últimos salvados |
| 3                                                   | Tango / «The Addams Family Theme»   | 6                      | 71/6                   | 6                      | Salvados         |
| 4                                                   | Jazz / «That'll Be the Day»         | 5                      | 6                      | 5                      | Eliminados       |
| 1Puntaje dado por el juez invitado Alfonso Ribeiro. |                                     |                        |                        |                        |                  |

## Premios y logros
Con Pavlo Barsuk:
- 2008 U.S. National Professional Latin Finalist, tercer puesto (baile latino profesional)
- 2008 Open to the world U.S Open Latin, finalistas
- 2008 Blackpool Rising Star Latin, finalistas
- 2008 UK Rising Star Latin Finalist, segundo puesto (baile latino profesional)
- 2008 International Grand Ball Latin, ganadores
- 2007 U.S National Professional Latin, finalistas

Con Jonathan Roberts:
- 2004 USA Rising Star Latin, ganadores
- 2003 Blackpool Rising Star Latin, finalistas

Con Vitali Koulik:
- 1998 U.S. National Amateur Youth Ballroom y Representative to the World, ganadores

## Vida personal
Ella se casó con el bailarín Jonathan Roberts en 2003. En octubre de 2012, luego de nueve años de matrimonio, Trebunskaya y Roberts anunciaron su separación y que estaban planeado divorciarse.
Trebunskaya posteriormente comenzó una relación con el actor Nevin Millan. Ella dio a luz a su hija, Amalya Millan, el 18 de enero de 2014. El 16 de marzo de 2017, anunciaron que esperan el nacimiento de su segundo hijo y primer varón en septiembre.